# Bose–Einstein-kondenzáció
A Bose–Einstein-kondenzáció (BEK) bozonokból álló híg gáz állapotú anyag, mely le van hűtve az abszolút nulla fokhoz igen közeli hőmérsékletre. Ilyen körülmények között a bozonok nagy része a legalacsonyabb kvantumállapotot veszi fel, ahol a makroszkopikus kvantumjelenség figyelhető meg. Ez úgy állítható elő, hogy egy igen kis sűrűségű gázt lehűtenek, közel a normális légkör százezred részének sűrűségén, ultraalacsony hőmérsékleten.
Ezt az állapotot először Albert Einstein és Satyendra Nath Bose jósolta meg 1924-25 körül.

## Történet
Satyendra Nath Bose küldött egy tanulmányt Einsteinnek a fotonok kvantum statisztikájáról, a Planck-féle törvényből származtatva. Einsteinre nagy hatással volt a tanulmány, és lefordította angolból németre, majd ezt elküldte Bosének, hogy publikálja a Zeitschrift für Physik című német fizikai folyóiratban, amely le is közölte az írást. (Einstein kéziratáról azt hitték, hogy elveszett, de 2005-ben megtalálták a Leideni Egyetem könyvtárában).
Később Einstein kiterjesztette Bose elgondolását két másik tanulmányban.
Az együttműködés eredménye az úgynevezett Bose-gáz, a Bose–Einstein-statisztikából levezetve, mely egész spinnel rendelkező azonos részecskék statisztikai eloszlását írja le (ezeket most bozonnak hívjuk).
A bozonok, melyek közé a foton is tartozik, azonos részecskék esetén teljesen szimmetrikus, összetett kvantumállapotot alkotnak, ami miatt a Bose–Einstein-statisztikának engedelmeskednek. Einstein azt javasolta, hogy a bozon atomok igen alacsony hőmérsékletre történő lehűtésével azok egy a legalacsonyabban elérhető kvantumállapotba kerülnek, melynek eredményként az anyag egy új formája jön létre.
1938-ban Fritz London (1900–1954) amerikai fizikus javasolta, hogy a BEK-folyamatot szuperfolyékonyság létrehozására használják héliumatomoknál, valamint a szupravezetés létrehozására.
1995-ben állította elő az első gázkondenzátumot Eric Allin Cornell és Carl Wieman  a coloradói egyetemen, ahol gázállapotú rubídiumatomokat hűtöttek le 170 nanokelvinre.
Röviddel ezután Wolfgang Ketterle a MIT-nél demonstrálta a BEK fontos tulajdonságait. Ketterle, Cornell és Wieman 2001-ben Nobel-díjat kaptak munkásságukért.
Hamarosan – 2010-ben – sok izotópot kondenzáltak, és  később molekulákat és fotonokat is.

## Fordítás
Ez a szócikk részben vagy egészben  a   Bose–Einstein condensate című angol Wikipédia-szócikk fordításán alapul.  Az eredeti cikk szerkesztőit annak laptörténete sorolja fel. Ez a jelzés csupán a megfogalmazás eredetét és a szerzői jogokat jelzi, nem szolgál a cikkben szereplő információk forrásmegjelöléseként.